# Enallagma optimolocus
Enallagma optimolocus är en trollsländeart som beskrevs av Miller och Ivie 1995. Enallagma optimolocus ingår i släktet Enallagma och familjen dammflicksländor. Inga underarter finns listade i Catalogue of Life.